# Alfred Santell
Alfred „Al“ Santell (* 14. September 1895 in San Francisco, Kalifornien, Vereinigte Staaten; † 19. Juni 1981 in Salinas, Kalifornien) war ein US-amerikanischer Filmregisseur.

## Leben
Alfred ‘Al’ Santell hatte an der Universität von Los Angeles Architektur studiert und sich nebenbei als Autor von Kurzgeschichten versucht. Noch keine 20 Jahre alt, verfasste Santell bereits Drehbücher für Slapstick-Kurzfilme. Kurz darauf verpflichtete ihn die Lubin Manufacturing Company, für die er kurzzeitig auch als Schauspieler vor die Kamera trat. Die American Manufacturing Company stellte inmitten des Ersten Weltkriegs Al Santell als Regisseur ein, wenig später wechselte der Kalifornier zur Kalem Company und schließlich zum auf Slapstick-Komödien spezialisierten Produzenten Mack Sennett (bis 1918). 
Ab 1920 drehte Santell im kommenden Vierteljahrhundert eine beträchtliche Anzahl abendfüllender Unterhaltungsfilme, mit denen er sich als solider Handwerker ohne allzu großen Ambitionen entpuppte. Unter seinen Arbeiten fanden zwei literarische Adaptionen („Winterset“, „The Hairy Ape“) Beachtung sowie eine Reihe von rührselig ausgefallenen Filmstoffen („Daddy Long Legs“, „Tess of the Storm Country“, „Rebecca of Sunnybrook Farm“). Mit dem Ärzte-Melodram „Assistenzarzt Dr. Kilder“ brachte Alfred Santell 1937 einen seiner kommerziell erfolgreichsten Inszenierungen in die Kinos. 1946 beendete Alfred Santell seine Kinotätigkeit und wechselte zum Fernsehen.

## Filmografie
- 1915: My Valet
- 1917: Beloved Rogues (auch Drehbuchautor)
- 1917: Out of the Bag
- 1918: Home James
- 1918: Vamping the Vamp
- 1920: It Might Happen to You (auch Drehbuch)
- 1922: Wildcat Jordan
- 1923: Lights Out
- 1923: Fools in the Dark
- 1924: Der Kampf mit dem Schatten (Empty Hearts)
- 1924: Pariser Nächte (Parisian Nights)
- 1925: Ein Mädel von Klasse (Classified)
- 1925: Bluebeard’s Seven Wives
- 1925: The Dancer of Paris
- 1926: Sweet Daddies
- 1926: Die Braut am Scheidewege (Subway Sadie)
- 1927: Fräulein – bitte Anschluß! (Orchids and Ermine)
- 1927: Die Welt in Flammen (The Patent Leather Kid)
- 1927: Der Gorilla (The Gorilla)
- 1928: Der Prozeß contra X (Wheel of Chance)
- 1928: Das Mädel vom Varieté (Show Girl)
- 1929: Mein Himmelreich (This is Heaven)
- 1929: Twin Beds
- 1929: Manuela (Romance of the Rio Grande)
- 1930: The Arizona Kid
- 1930: The Sea Wolf
- 1930: Body and Soul
- 1931: Daddy Long Legs
- 1931: Polly of the Circus
- 1932: Rebecca of Sunnybrook Farm
- 1933: Bondage
- 1933: The Right to Romance
- 1934: The Life of Vergie Winters
- 1935: People Will Talk
- 1935: A Feather in Her Hat
- 1936: Winterset
- 1937: Assistenzarzt Dr. Kilder (Internes Can’t Take Money)
- 1937: Cocoanut Grove
- 1938: The Arkansas Traveler
- 1938: Our Leading Citizen
- 1941: Aloma, die Tochter der Südsee (Aloma of the South Seas)
- 1942: Mabok, der Schrecken des Dschungels (Beyond the Blue Horizon)
- 1943: Jack London
- 1944: The Hairy Ape
- 1945: Mexicana (auch Produktion)
- 1946: That Brennan Girl (auch Produktion)